# LM.C
LM.C (skrót od Lovely-Mocochang.com) – japoński zespół visual kei, grający mieszaninę rocka i elektronicznego popu, w skład którego wchodzi dwóch liderów – Maya i Aiji, oraz członkowie wspomagający grupę.

## Życiorys
LM.C zostało założone przez Mayę, który wcześniej był wspomagającym gitarzystą japońskiego muzyka Miyavi’ego oraz gitarzystą w swoim własnym zespole The Sinners. W czasie przerw w graniu z Miyavi’m Maya oraz inni wspomagający członkowie piosenkarza grali nieduże koncerty na żywo jako LM.C. Niedługo przyłączył się również do nich Aiji, ówczesny członek Pierrot.
Po tym, jak Maya opuścił zespół Miyavi’ego, a Aiji grupę Pierrot, w grudniu 2006, po podpisaniu umowy z wytwórnią Pony Canyon, zadebiutowali, wypuszczając dwa single: „Trailers (Gold)” i „Trailers (Silver)”. Fani Mayi byli zaskoczeni tym, iż wcześniejszy gitarzysta odłożył na bok instrument i zaczął pełnić rolę wokalisty.
Wraz z rozpoczęciem się roku 2007 grupa wypuściła na rynek trzeci singiel, „OH MY JULIET.”, który był motywem końcowym w anime Red Garden. 7 marca ukazał się ich pierwszy minialbum, „GLITTER LOUD BOX”.
W czerwcu 2007 roku pojawiła się czwarta piosenka LM.C pt. „BOYS & GIRLS”, która była openingiem do anime Reborn!.
Kolejnymi singlami wypuszczonymi w 2007 roku były „LIAR LIAR”, „Sentimental PIGgy Romance” oraz „Bell the CAT”.
2008 rok przyniósł ze sobą wypuszczenie zimą singla „JOHN” oraz latem singla „88”, który był kolejnym motywem początkowym anime Reborn!. W tym czasie LM.C zadebiutowało też w Ameryce Północnej, występując 3 lipca na Anime Expo’s „Battle of the Bands”, a następnie na koncertach 5 lipca w Los Angeles i Kalifornii. Również w lipcu LM.C wykonało swój pierwszy „hallowy” koncert w C.C. Lemon Hall. Bilety na ten show zostały wyprzedane już po dwóch minutach po ich wypuszczeniu. Na zakończenie lipca zespół został zaproszony do występu na „FORMOZ festival”, który miał miejsce na Tajwanie.
W listopadzie zostały jednocześnie wydane dwa albumy zespołu, “SUPER GLITTER LOUD BOX” i “GIMMICAL☆IMPACT!!”. Krążki można było otrzymać w najważniejszych sklepach muzycznych, w różnych państwach tego samego dnia, lecz prawdopodobnie z różnymi datami wydania, w zależności od kraju.
16 listopada 2008 roku zespół rozpoczął swoją pierwszą międzynarodową trasę koncertową “LM.C TOUR ‘08-‘09”. Plan trasy obejmuje koncerty w Ameryce Południowej, Europie i Azji, w sumie 34 występy w 12 krajach.

## Członkowie zespołu
- Maya – wokal, gitara
- Aiji – gitara, drugi wokal

### Członkowie wspomagający
- mACKAz – gitara basowa
- SASSY – perkusja
- NomNom – klawisze
- DENKI-MAN – tancerz, MC, raper

## Dyskografia

### Albumy i minialbumy
- Glitter Loud Box (7 marca 2007)
- Gimmical☆Impact!! (5 listopada 2008)
- Super Glitter Loud Box (5 listopada 2008)
- Wonderful Wonderholic (3 marca 2010)
- ☆★Best the LM.C★☆2006-2011 SINGLES (12 października 2011)
- Strong Pop (04.04.2012)
- Perfect Fantasy (12 lutego 2014)

### Single
- „Trailers (Gold)” (4 października 2006)
- „Trailers (Silver)” (4 października 2006)
- „Oh My Juliet.” (31 stycznia 2007)
- „Boys & Girls” (23 maja 2007)
- „Liar Liar/Sentimental Piggy Romance” (10 października 2007)
- „Bell the Cat” (12 grudnia 2007)
- „John” (20 lutego 2008)
- „88” (4 czerwca 2008)
- „Punky❤Heart” (20 maja 2009)
- „Ghost†Heart” (4 listopada 2009)
- „LET ME’ CRAZY!!” (27 października 2010)
- „SUPER DUPER GALAXY” (30 marca 2011)
- „Hoshi no Arika” (27 lipca 2011)
- „The LOVE SONG” (9 listopada 2011)
- „Ah Hah!” (22 lutego 2012)
- „My Favorite Monster (11 grudnia 2013)

### DVD
- The Music Videos (4 czerwca 2008)
- ☆ROCK the PARTY☆'08 (17 września 2008)
- The Live of WONDERFUL WONDERHOLIC (28 lipca 2010)
- ☆ROCK the PARTY☆'12 at NIPPON BUDOKAN (16 maja 2012)